# Freno Westinghouse

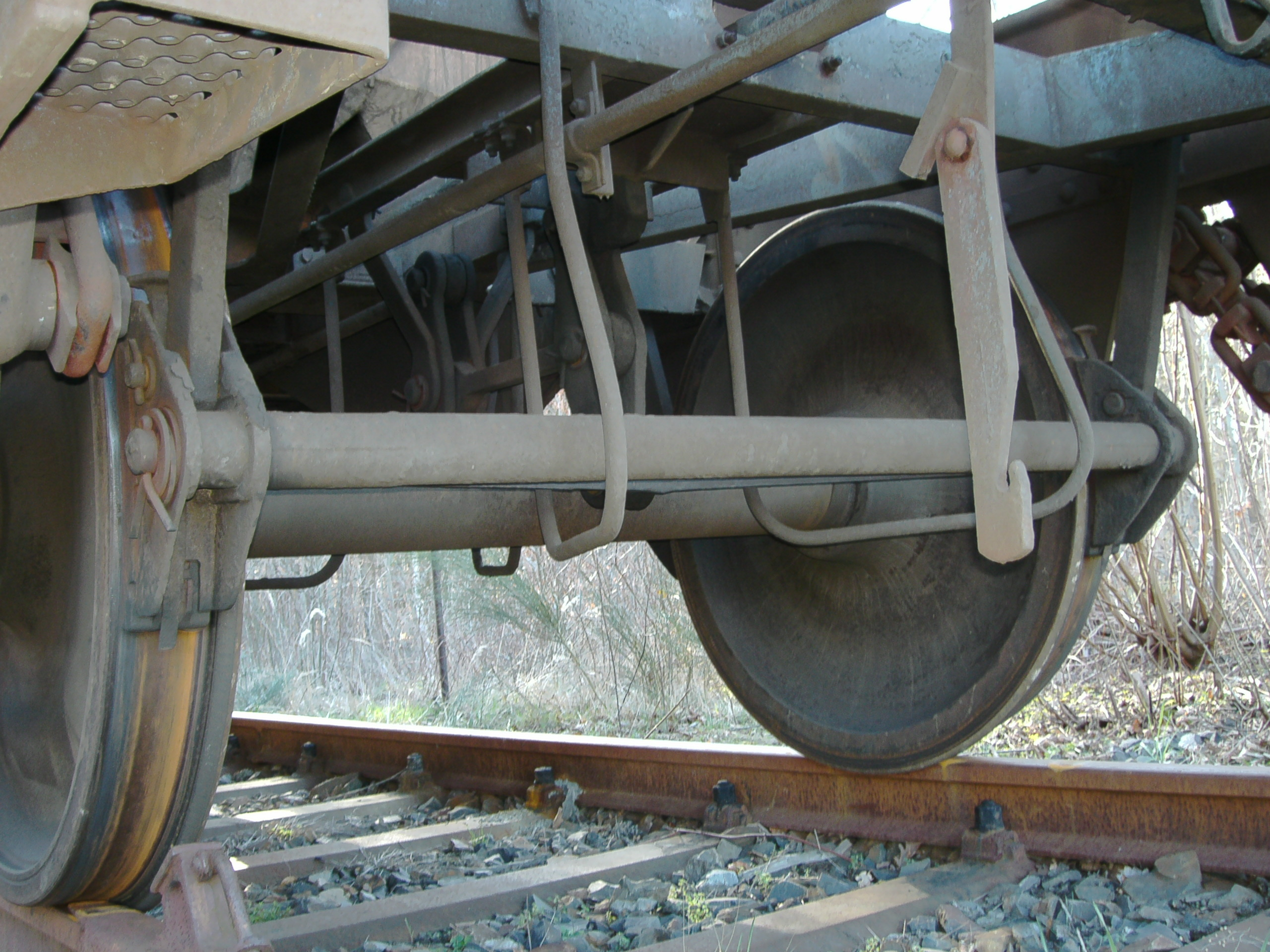
Frenos de vagón individuales con descarga propia

El freno Westinghouse o freno de aire combinado, es un sistema de frenado para ferrocarriles con aire comprimido como medio operativo, que funciona simultáneamente en todos los vagones del tren y que se controla desde un solo lugar. Es la solución utilizada actualmente en todos los trenes, un freno neumático combinado, inventado por George Westinghouse, y patentado en EE. UU. en 1869.

## Principio de funcionamiento

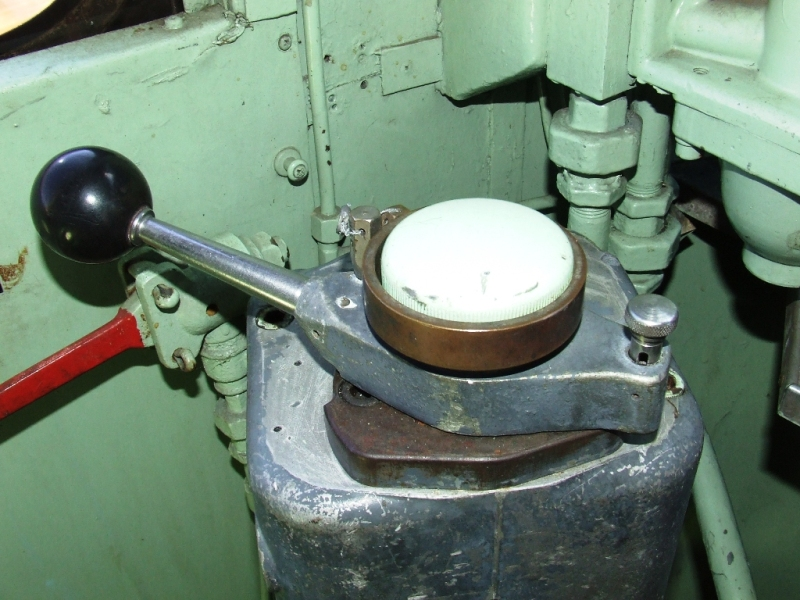
Válvula de freno combinada

El sistema de Westinghouse utiliza aire a presión para cargar unos depósitos de aire (tanques) en todos los coches del tren. La presión de aire hace actuar los frenos de cada coche por separado. Una reducción o pérdida de presión de aire en la conducción común, hace que cada coche aplique sus frenos, utilizando el aire comprimido de su depósito particular. 
Las partes esenciales del freno compuesto son: compresor, depósitos de aire (principales y auxiliares), línea principal, válvula de control y válvulas distribuidoras, así como sistema de fuerza (de disco) o accionador de freno (disco o bloque). El compresor suministra el depósito de aire principal con una presión de 0,7-1 MPa. El conducto principal recorre toda la longitud del tren, conectando cada colector a través de la válvula distribuidora con el depósito auxiliar, que es el depósito de aire para los cilindros de freno. Durante el frenado de servicio, la presión en la línea principal baja de 0,05 a 0,15 MPa - cuando - cuando la presión en el depósito auxiliar supera la presión de la línea principal - la válvula distribuidora conecta el depósito auxiliar con el cilindro de freno. Con el frenado de emergencia (presión de emergencia) se baja la presión a la presión atmosférica. 
El freno se libera después de que la presión de la línea principal vuelva a aumentar hasta 0,5 MPa, los depósitos auxiliares se vuelven a conectar con la línea principal y el aire que se utiliza para el frenado en estos depósitos se acelera y los cilindros de freno se conectan a la atmósfera. Esta acción de freno: iniciar el frenado en disminuir en lugar de aumentar la presión en la línea principal, hace que el freno compuesto sea autónomo - en caso de fuga en el sistema, por ejemplo, cuando un vagón se desconecta, frena automáticamente, también permite una simple implementación del freno de seguridad, simplemente una válvula que conecta la tubería principal a la atmósfera.

## Patentes
- , US 16220 Carson Samuel: Air engine 1856-12-09
- , US 88929 Westinghouse George Jr: Steam power brake 1869-04-13
- , US 117841 Westinghouse George Jr: Steam-Power Air-Break Devices 1871-08-08
- , US 124404 Westinghouse George Jr: Improvement in steam-power air brakes and signals 1872-03-05
- , US 124405 Westinghouse George Jr: Improvement in steam air brakes 1872-03-05
- , US 144006 Westinghouse George Jr: Steam and Air-Breaks 1873-10-28

## Freno electroneumático
El freno electroneumático es un freno combinado neumático-eléctrico. Según el modo de acción, se distinguen dos tipos: 
- No reactivo: Las señales de control eléctrico actúan directamente sobre las válvulas de distribución, sin reducir la presión de la línea principal, manteniendo la posibilidad de un frenado puramente neumático.
- Reactivo: Las señales automáticas de control eléctrico actúan sobre solenoides adicionales que provocan cambios de presión en la línea principal y un funcionamiento del freno más avanzado que con el frenado puremente neumático. Esto permite el funcionamiento de la válvula del conductor acelerando los cambios de presión en la línea principal e igualando el perfil de presión a lo largo de todo el tren. Se monta en la mayoría de los vagones estándar.